# Congrier
Congrier est une commune française, située dans le département de la Mayenne en région Pays de la Loire, peuplée de 919 habitants.
La commune fait partie de la province historique de l'Anjou (Haut-Anjou).

## Géographie
La commune est située en sud-Mayenne.

### Climat
Pour des articles plus généraux, voir Climat des Pays de la Loire et Climat de la Mayenne.
En 2010, le climat de la commune est de type climat océanique altéré, selon une étude du CNRS s'appuyant sur une série de données couvrant la période 1971-2000. En 2020, Météo-France publie une typologie des climats de la France métropolitaine dans laquelle la commune est exposée à un climat océanique et est dans la région climatique  Bretagne orientale et méridionale, Pays nantais, Vendée, caractérisée par une faible pluviométrie en été et une bonne insolation. 
Pour la période 1971-2000, la température annuelle moyenne est de 11,5 °C, avec une amplitude thermique annuelle de 13,5 °C. Le cumul annuel moyen de précipitations est de 771 mm, avec 12,9 jours de précipitations en janvier et 7,1 jours en juillet. Pour la période 1991-2020, la température moyenne annuelle observée sur la station météorologique de Météo-France la plus proche, « Pouancé_sapc », sur la commune d'Ombrée d'Anjou à 9 km à vol d'oiseau, est de 12,4 °C et le cumul annuel moyen de précipitations est de 724,2 mm,. Pour l'avenir, les paramètres climatiques de la commune estimés pour 2050 selon différents scénarios d'émission de gaz à effet de serre sont consultables sur un site dédié publié par Météo-France en novembre 2022.

## Urbanisme

### Typologie
Au 1er janvier 2024, Congrier est catégorisée commune rurale à habitat dispersé, selon la nouvelle grille communale de densité à sept niveaux définie par l'Insee en 2022.
Elle est située hors unité urbaine et hors attraction des villes,.

### Occupation des sols
L'occupation des sols de la commune, telle qu'elle ressort de la base de données européenne d’occupation biophysique des sols Corine Land Cover (CLC), est marquée par l'importance des territoires agricoles (89,4 % en 2018), une proportion sensiblement équivalente à celle de 1990 (89,6 %). La répartition détaillée en 2018 est la suivante : 
terres arables (39 %), zones agricoles hétérogènes (33,8 %), prairies (16,6 %), forêts (7,5 %), zones urbanisées (2,5 %), zones industrielles ou commerciales et réseaux de communication (0,6 %). L'évolution de l’occupation des sols de la commune et de ses infrastructures peut être observée sur les différentes représentations cartographiques du territoire : la carte de Cassini (XVIIIe siècle), la carte d'état-major (1820-1866) et les cartes ou photos aériennes de l'IGN pour la période actuelle (1950 à aujourd'hui).

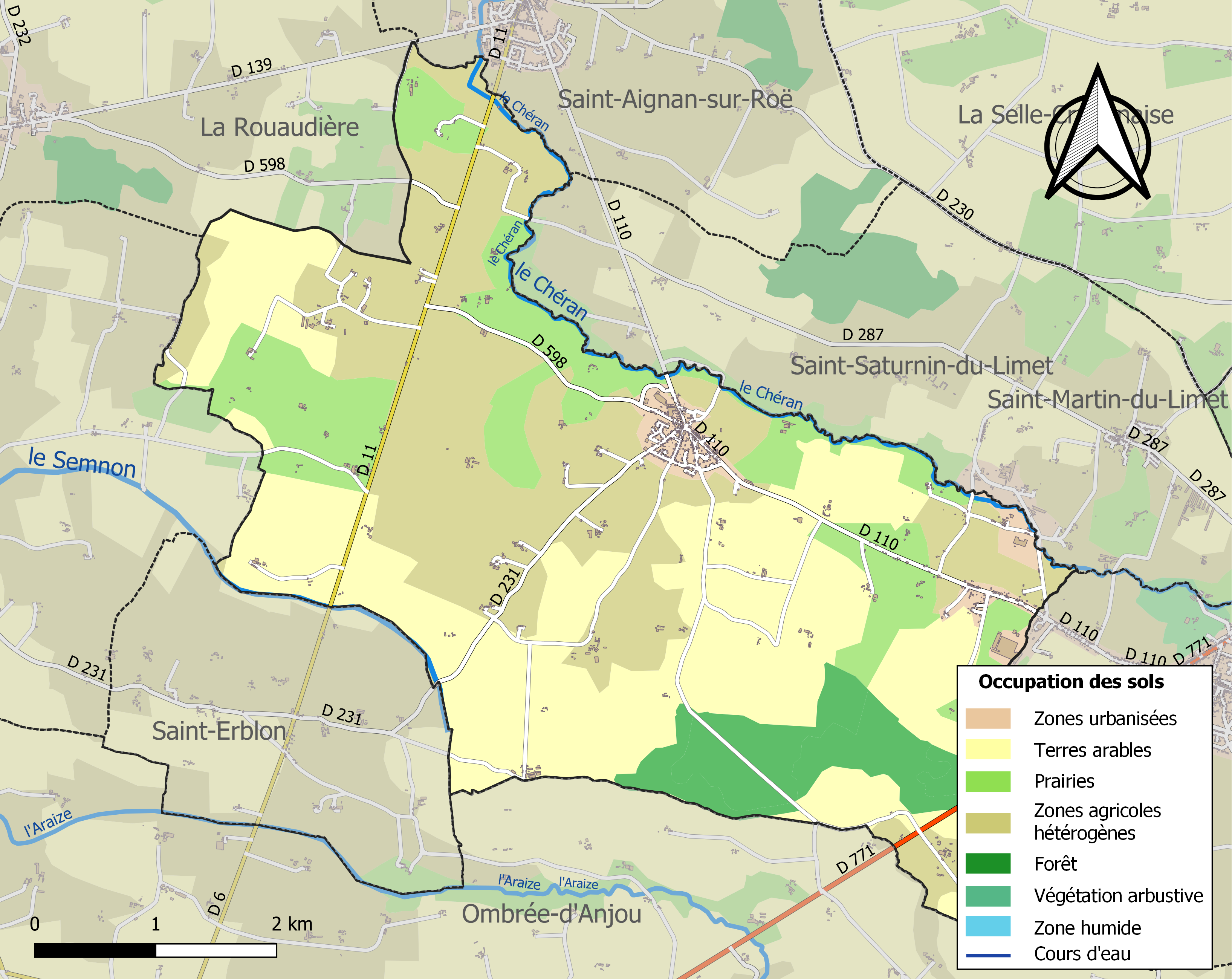
Carte des infrastructures et de l'occupation des sols de la commune en 2018 (CLC).

## Toponymie
Le gentilé est Congriéen.

## Histoire

### Préhistoire
Des haches en pierre polie et la présence d'un mégalithe, érigé sur les rives du Chéran et disparu enterré à la fin du XIXe siècle, sont la preuve que Congrier était occupé dès l'âge de la pierre.
Un moulin à bras daté de la Tène III, c'est-à-dire de l'âge du fer, existe toujours près de la forêt de Lourzais.

### Moyen Âge
Le château féodal, un véritable donjon en bois entouré de palissades et de douves, fut construit sur un monticule au début du Xe siècle à la suite des pillages d'Anjou par les Normands en 886 et 903. Ces douves sont à l'origine du nom motte féodale, à ne pas confondre avec une motte castrale.
La première extraction de schiste ardoisier eut lieu dans l'exploitation de la Roche-Charbonneau, située sur Congrier mais dépendant de l'abbaye de la Roë. On y trouve toujours un oratoire dédié à saint Lézin d'Angers, saint patron des ardoisiers, qui découvrit la manière d'exploiter l'ardoise au VIe siècle.
En 1234, Guillaume Le Brun, seigneur de Congrier, octroya au prieuré des Bonshommes de Ballots les terres et la métairie de la Touche en Méral.

### Féodalité
En 1450, le seigneur de Congrier était vassal de Jean II d'Alençon, seigneur de Pouancé.
La terre, domaines, fié et seigneurie de Congriez comprenait en 1450 la court, hébergement et mestairie dudit lieu de Congriez ;... le domaine de la Godinière, contenant en hébergement, estrages, courtils, vergers, touches de boays, anciennes plesses et bayes doubles. bois exploitables, dits de la Motte-Poillevoisin, la garenne dans la pièce de la Chaperonnière et le pâtis de la maladerie ;.. les mestairies de Saefrère, de l'Artusière ;.. le moulin à eau près du bourg, l'Étang-Rompu et le moulin à vent. Le fief s'étendait sur la Berneraie, la Matière, l'Euzil, l'Aumetterie, la Chantenouvière, etc.
Quand les épaves mobilières étaient levées par ses officiers, elles appartenaient entièrement au seigneur de Congrier, qui les partageait avec son suzerain quand les officiers de ce dernier avaient prévenu les siens. Il relevait à foi et hommage lige du baron de Pouancé.

### Ancien Régime
Le fief de Congrier appartenait à la baronnie angevine de Craon, qui dépendait de la sénéchaussée principale d'Angers et du pays d'élection de Château-Gontier.

### Révolution française
La paroisse est pillée par les volontaires rassemblés à Craon en 1793. Le cantonnement républicain ne peut se maintenir à Congrier.
Le 27 nivôse an II, le commissaire du gouvernement doit se faire accompagner de six chasseurs à cheval et forcer le maire à ouvrir l'église et la sacristie et à faire l'inventaire. L'église, qui  servait de retranchement au cantonnement républicain, est incendiée par les Chouans, 1794. Tous les registres de l'administration sont brûlés, an III. Du mois de mai au mois d'août 1799, les royalistes parcourent le territoire du canton, enlevant grains, bestiaux, fourrages, et empêchant la levée des impôts.

## Héraldique
| Armes de Congrier | Les armes de la commune se blasonnent ainsi : Vairé d'or et d'azur. |

À l'origine, le blason est Vairé d'azur et d'argent, de quatre tires. Il s'agit des armoiries de Guillaume Le Brun, seigneur de Congrier. On trouve son écu peint au XVe siècle sur le cartulaire des Bonshommes de Craon d'après des sceaux et documents du XIIIe siècle.

## Politique et administration
| Période   | Période   | Identité        | Étiquette | Qualité             |
| --------- | --------- | --------------- | --------- | ------------------- |
| 1945      |           | Eugène Barbé    |           |                     |
| mars 1965 |           | Ferdinand Hévin |           |                     |
| juin 1995 | mars 2008 | Roger Delanoé   |           | Agriculteur         |
| mars 2008 | En cours  | Hervé Tison     |           | Technico commercial |

## Population et société

### Démographie
L'évolution du nombre d'habitants est connue à travers les recensements de la population effectués dans la commune depuis 1793. Pour les communes de moins de 10 000 habitants, une enquête de recensement portant sur toute la population est réalisée tous les cinq ans, les populations de référence des années intermédiaires étant quant à elles estimées par interpolation ou extrapolation. Pour la commune, le premier recensement exhaustif entrant dans le cadre du nouveau dispositif a été réalisé en 2007.
En 2022, la commune comptait 919 habitants, en évolution de +1,66 % par rapport à 2016 (Mayenne : −0,73 %, France hors Mayotte : +2,11 %).
| 1793  | 1800  | 1806 | 1821 | 1831 | 1836  | 1841  | 1846  | 1851  |
| ----- | ----- | ---- | ---- | ---- | ----- | ----- | ----- | ----- |
| 1 035 | 1 002 | 937  | 972  | 992  | 1 132 | 1 132 | 1 103 | 1 174 |

| 1856  | 1861  | 1866  | 1872  | 1876  | 1881  | 1886  | 1891  | 1896  |
| ----- | ----- | ----- | ----- | ----- | ----- | ----- | ----- | ----- |
| 1 186 | 1 174 | 1 213 | 1 136 | 1 158 | 1 179 | 1 126 | 1 209 | 1 247 |

| 1901  | 1906  | 1911  | 1921  | 1926  | 1931  | 1936  | 1946  | 1954  |
| ----- | ----- | ----- | ----- | ----- | ----- | ----- | ----- | ----- |
| 1 315 | 1 302 | 1 207 | 1 160 | 1 193 | 1 202 | 1 130 | 1 124 | 1 106 |

| 1962  | 1968  | 1975 | 1982 | 1990  | 1999  | 2006 | 2007 | 2012 |
| ----- | ----- | ---- | ---- | ----- | ----- | ---- | ---- | ---- |
| 1 103 | 1 046 | 910  | 975  | 1 035 | 1 036 | 955  | 944  | 924  |

| 2017 | 2022 | - | - | - | - | - | - | - |
| ---- | ---- | - | - | - | - | - | - | - |
| 896  | 919  | - | - | - | - | - | - | - |

## Économie
- Ardoisières de Renazé
- Le groupe Dirickx est le principal employeur de la commune, avec son usine de clôtures et de portails.

## Culture locale et patrimoine

### Lieux et monuments

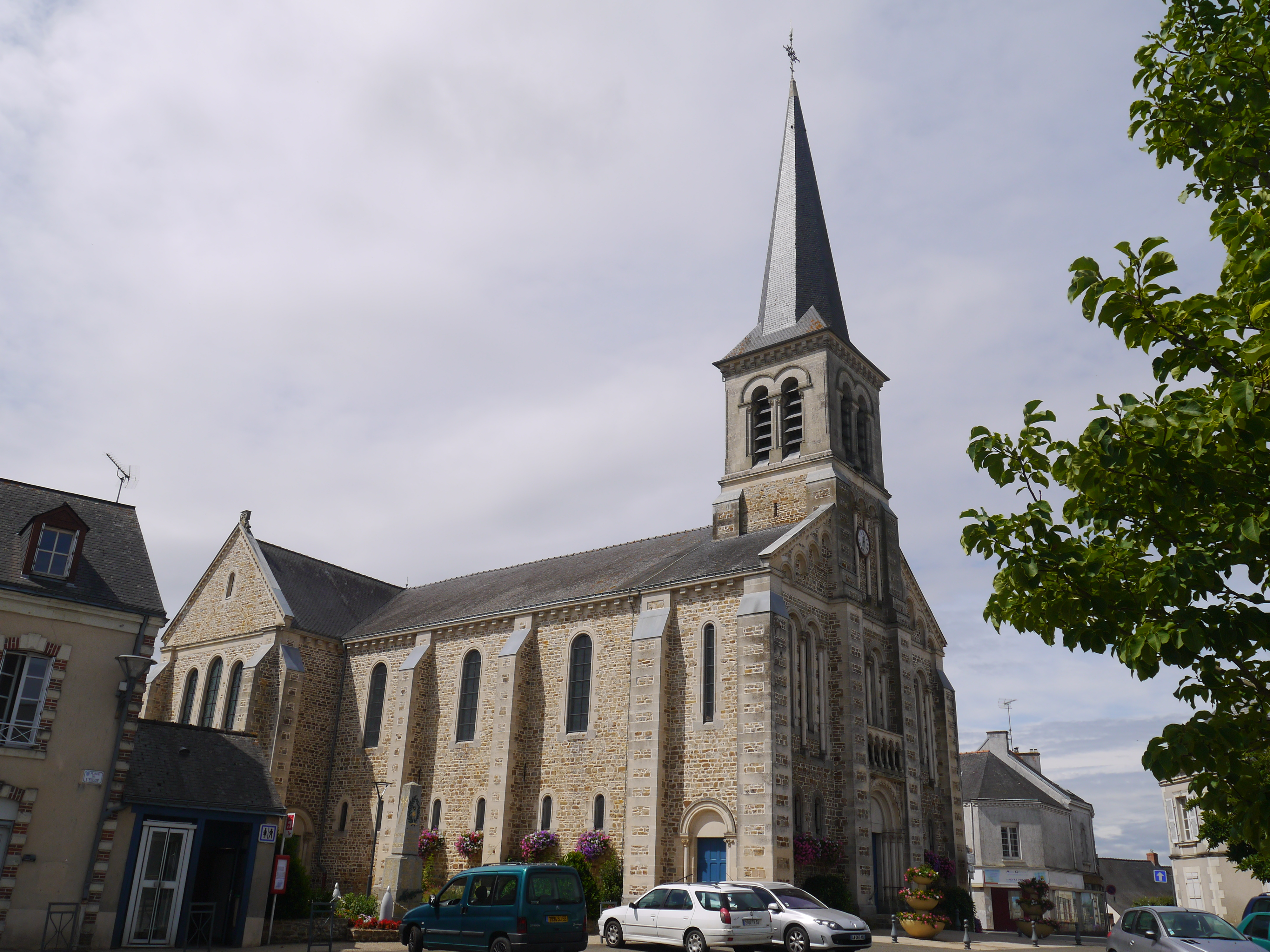
L’église Saint-Pierre-aux-liens.

Aucun bâtiment de la commune n’est classé ou inscrit. Le château de la Chevronnaie possède une cloche de bronze datant de 1719, classée à titre d'objet.
- Église Saint-Pierre-aux-Liens de Congrier

## Source partielle
- « Congrier », dans Alphonse-Victor Angot et Ferdinand Gaugain, Dictionnaire historique, topographique et biographique de la Mayenne, Laval, A. Goupil, 1900-1910 [détail des éditions] (BNF 34106789, présentation en ligne)